# Mohamed Awad (football, 1992)
Pour les articles homonymes, voir Mohamed Awad.
Mohamed Awad est un footballeur international égyptien né le 6 juillet 1992 à Ismaïlia. Il joue au poste de gardien de but au Zamalek SC.

## Biographie

### Carrière en club
Avec le club d'Ismaily SC, il participe à la Coupe de la confédération lors de la saison 2013-2014.

### Carrière en sélection
Avec les moins de 20 ans, il participe à la Coupe du monde des moins de 20 ans en 2011. Lors du mondial junior organisé en Colombie, il ne joue qu'une seule minute, lors du match contre le Brésil. L'Égypte s'incline en huitièmes contre l'Argentine.
Il joue son premier match en équipe d'Égypte le 5 juin 2017, en amical contre la Libye (victoire 1-0).

## Palmarès
Ismaily SC
- Championnat d'Égypte (1) :
  - Champion : 2020-21.

- Coupe d'Égypte (1) :
  - Vainqueur : 2018-19.

- Supercoupe d'Égypte (1) :
  - Vainqueur : 2019-20.

- Supercoupe de la CAF (1) :
  - Vainqueur : 2020.